# Червениця
Червениця (словац. Červenica) — село в Словаччині, Пряшівському окрузі Пряшівського краю. Розташоване в центральній частині східної Словаччини, в Солоних горах в долині Єдльовця.
Уперше згадується у 1427 році.

## Культурні пам'ятки
У селі є римо-католицький костел із 14 століття збудований у стилі готики, перебудований у 1733 та у 1809 році.

## Населення
| Рік:            | 1993 | 2003     | 2013  | 2023     |
| --------------- | ---- | -------- | ----- | -------- |
| Кількість осіб: | 572  | 724      | 905   | 1093     |
| Різниця:        |      | +26,57 % | +25 % | +20,77 % |

| Рік:            | 2022 | 2023    |
| --------------- | ---- | ------- |
| Кількість осіб: | 1076 | 1093    |
| Різниця:        |      | +1,57 % |

У селі проживає 945 осіб.